# Ródio
O ródio é um elemento químico de símbolo Rh de número atômico 45 (45 prótons e 45 elétrons) e de massa atômica igual a 102,9 u. À temperatura ambiente, o ródio encontra-se no estado sólido.
Está situado no grupo 9 da Classificação Periódica dos Elementos. É um metal de transição, pouco abundante, do grupo da platina. É encontrado normalmente em minas de platina e é empregado como catalisador e em ligas de alta resistência com a platina. Foi descoberto em 1803 por William Hyde Wollaston.

## Características principais
O ródio é um metal dúctil de coloração branco prateado, sendo um ótimo refletor de luz. Não é atacado pelos ácidos, porém dissolve-se em água régia ou ácido sulfúrico (H2SO4) concentrado e aquecido quando finalmente dividido. O Ródio apresenta um ponto de fusão maior que a platina e uma densidade menor.
Seus estados de oxidação mais comuns são +2, +3, 0 e -1.

## Aplicações
A principal aplicação deste elemento é como agente ligante para endurecer platina e paládio. Estas ligas são usadas em bobinas de fornos, buchas para a fabricação da fibra de vidro, componentes de termopares para elevadas temperaturas, eletrodos de ignição (velas) para aeronaves e cadinhos para laboratório.
Outros usos:
- Como material de contato elétrico (conectores) devido a sua baixa resistência elétrica e elevada resistência a corrosão.
- Revestimentos de ródio dissolido, obtidas por eletrodeposição ou evaporação, devido a elevada dureza e reflexão óptica são utilizados para a produção de instrumentos ópticos.
- Este metal encontra uso para a produção de joias e objetos de decoração.
- Também é utilizado em numerosos processos industriais como catalisador, como catalisador automotivo (conversor catalítico), e na carbonilação do metanol para a formação do ácido acético.

## História
Ródio (em grego: ῥόδον; romaniz.: rhodon que significa "rosa") foi descoberto em 1803 por William Hyde Wollaston, logo após a descoberta do paládio. Wollaston verificou a existência do elemento ródio, na Inglaterra, num minério não refinado de platina provavelmente proveniente da América do Sul.
O procedimento adotado por Wollaston foi dissolver o minério em água régia, neutralizando o ácido com hidróxido de sódio (NaOH). Precipitou a platina adicionando cloreto de amônio, NH4Cl, como cloroplatinato de amônio. O elemento paládio foi removido como cianeto de paládio após tratar a solução com cianeto de mercúrio. O material remanescente foi uma substância vermelha com cloreto de ródio, do qual isolou o ródio por redução com hidrogênio gasoso.
A primeira grande aplicação de ródio foi a galvanoplastia para fins decorativos e como revestimento resistente à corrosão. A introdução do conversor catalítico de três vias pela empresa Volvo em 1976 aumentou a demanda por ródio. Os conversores catalíticos anteriores usavam platina ou paládio, enquanto o conversor catalítico de três vias usava ródio para reduzir a quantidade de NOx no escapamento.

## Ocorrência
A extração industrial do ródio é complexa porque nos minérios é encontrado misturado com outros metais, tais como paládio, prata, platina e ouro. É encontrado em minérios de platina, e é obtido livre como metal inerte e branco de difícil fusão. As principais fontes deste elemento estão situadas nas areias dos rios dos montes Urais, na América do Norte e do Sul e também nas minas de cobre — sulfeto de níquel na região de Sudbury (Ontário). Apesar da quantidade em Sudbary seja muito pequena, a grande quantidade de níquel extraída torna rentável a obtenção do ródio como subproduto. Devido as pequenas quantidades de minérios de ródio a produção mundial é de apenas 7 a 8 toneladas anuais.
É também possível extrair o ródio de combustível nuclear queimado, que contém alguma quantidade deste metal. Os radioisótopos obtidos apresentam períodos de meia-vida de até 45 dias. Portanto, a venda do material com esta origem deve ser cuidadosa somente após verificação da não ocorrência de contaminações radioativas.

## Isótopos
O ródio apresenta um único isótopo natural: Rh-103. Os radioisótopos mais estáveis são Rh-101 com meia-vida de 3,3 anos, Rh-102 com uma meia-vida de 207 dias, e o Rh-99 com uma meia-vida de 16,1 dias. Outros vinte radioisótopos foram caracterizados com massas atômicas que variam de 92,926 u (Rh-93) até 116,925 u (Rh-117). A maioria destes apresentam períodos de meia-vida com menos de uma hora, exceto Rh-100 (20,8 horas) e Rh-105 (35,36 horas). Há também numerosos metaestáveis, sendo os mais estáveis o Rhm-102 (0,141 MeV) com uma meia-vida de aproximadamente 2,9 anos e o Rhm-101 (0,157 MeV) com uma meia-vida de 4,34 dias.
O principal modo de decaimento daqueles que apresentam massas abaixo do isótopo natural estável, Rh-103, é a captura eletrônica, e aqueles com massas maiores é a emissão beta. O principal produto do decaimento antes do Rh-103 é o rutênio e depois deste o paládio.

## Ródio em joalheria
O banho de ródio fornece uma camada de proteção à prata e a joias de ouro branco. Tal revestimento serve para ajudar a prevenir o aparecimento de manchas e arranhões nas joias. Um revestimento de ródio, no entanto, não é insensível aos efeitos do desgaste diário e aos materiais abrasivos. Para limitar o desgaste, deve-se evitar o uso das joias com banho de ródio quando se faz atividades de limpeza doméstica, jardinagem e outras atividades que pode destruir rapidamente o ródio. Quando gasta a camada de ródio o metal original fica exposto e assim, no caso do ouro branco, aparece a sua tonalidade ligeiramente amarela por baixo.